# Boves

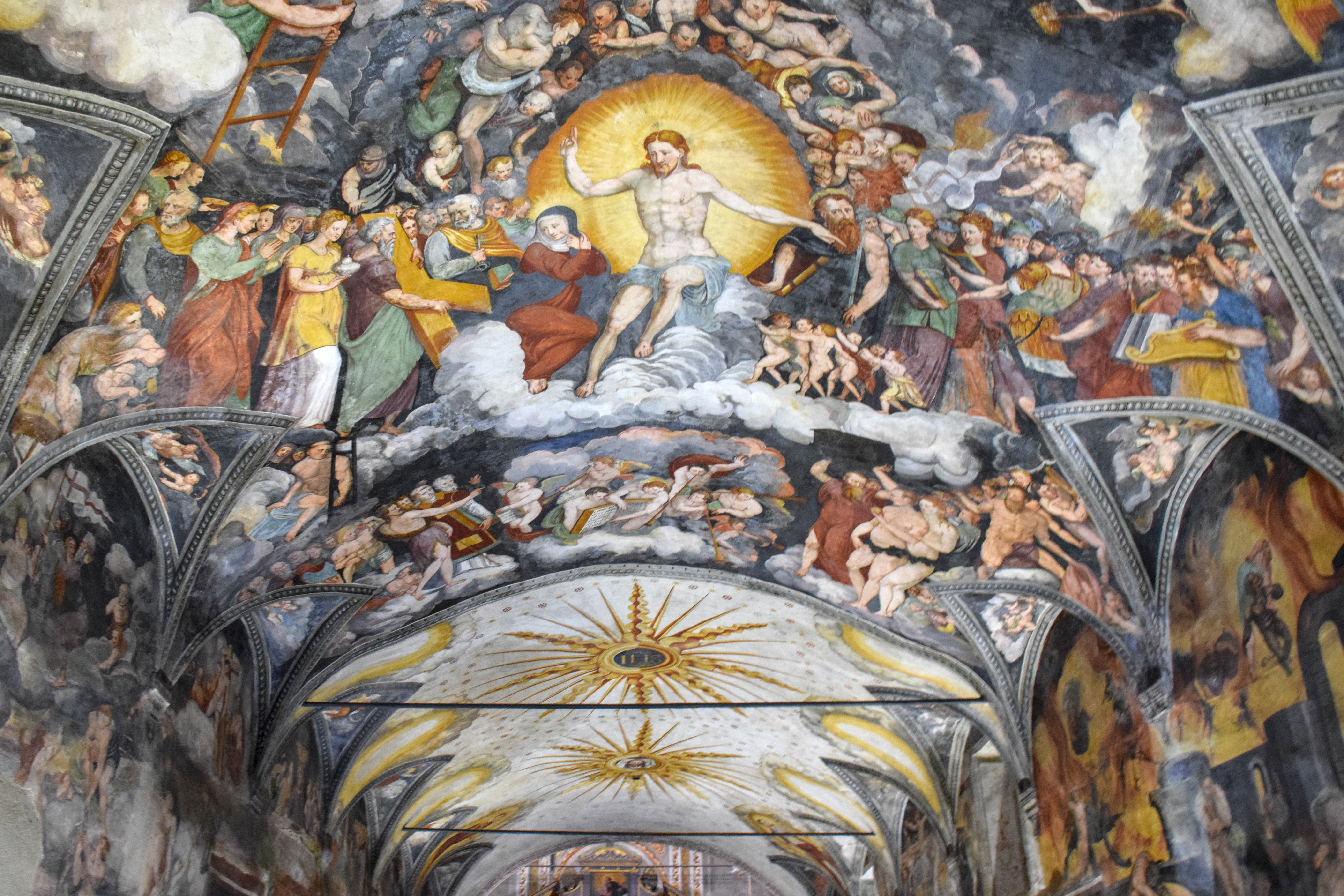
Affreschi del Santuario della Madonna dei Boschi

Boves (Beuves in piemontese) è un comune italiano di 9 620 abitanti della provincia di Cuneo in Piemonte.
Faceva parte della Comunità montana delle Alpi del Mare e nel suo abitato scorre il Colla.

## Origini del nome
Il toponimo Boves è documentato già nel 1095. Secondo G. D. Serra proverrebbe da *Bovicis, ablativo plurale di *Bovicus, dal cognome gallico Bovus. Bovisius (dal 1098) e Bovexius (dal 1258) [anche Bovixium] sarebbero «forme sostantivate dell'aggettivo derivato» da *Bovicus (A Rossebastiano). Compaiono in iscrizioni inoltre i nomi di persona gallici Bouecius (Spagna) e Boicus (Veneto; da*Bowico-), anche questi dal gallico *bou-, *bouo- ʿbue, vaccaʾ. Altre attestazioni: Bovixium (815 [?], 1098), de Bovese (1200), de Boueso (1222), Buysius (1329). [II]

## Storia
Da remotissimi tempi abitata, fu colonia romana nel periodo in cui le legioni romane dilagarono alla conquista della Gallia Cisalpina. Affacciatasi alla storia dell'era cristiana come "castrum" e "locus" Boves è ricordata per la prima volta in un documento dell'815 con il nome di BOVIXIUM. 815 Un diploma di Ludovico il Pio, figlio di Carlo Magno riconosce i diritti dell'abbazia di San Dalmazzo di Pedona su chiese e località del Contado di Bredolo, più antico documento finora ritrovato in cui compaia il nome Bovixio.
La sua storia è simile a quella di ogni altro "borgo" della provincia che ebbe a subire le conseguenze di scorrerie saracene e di lotte tra feudatari e signorotti che cercavano potere e benefici. Possesso dei Marchesi del Vasto, passò poi alle dipendenze dei Marchesi di Busca (1144), a quelli di Ceva (1214), appartenne al Marchesato di Saluzzo, ai Visconti e dal 1396 agli Acaja, per riunirsi infine ai domini sabaudi del 1418 conseguendo autonomia comunale, con l'approvazione dei propri statuti.
I secoli XVI e XVII vedono il territorio bovesano percorso di volta in volta da truppe francesi, spagnole, imperiali, che seminano saccheggi, carestie, pestilenze. La comunità tuttavia reagisce con caparbietà a difesa della propria libertà e dei propri valori, affidandosi a protezioni divine con "voti civici" alla Madonna dei Boschi (1630) e con la costruzione di un santuario a Sant' Antonio (1647), ma soprattutto potenziando attività economiche, costruendo infrastrutture a servizio dell'agricoltura (il canale Naviglio) e dell'artigianato (sega ad acqua, battitoio per la canapa, mulini, martinetto a maglio meccanico...), salvaguardando i propri diritti all'uso di acque e pascoli anche con liti contro Comuni vicini, ed infine favorendo una oculata espansione urbanistica.
Il 27 aprile 1796 truppe napoleoniche prendono possesso di Boves che solo nel maggio 1814 potrà festeggiare il ritorno al Regno di Sardegna. Nel periodo risorgimentale Boves dà un suo contributo di sangue ai moti insurrezionali ed alle guerre d'indipendenza attraverso l'impiego di suoi figli volontari, come Tommaso Beraudo, comandante dei Bersaglieri toscani, caduto nella battaglia di Curtatone e Montanara nel 1848.
Numerosi alpini di Boves morirono durante la prima e la seconda guerra mondiale. Ad essi vanno aggiunti i tanti cittadini inermi fucilati nei lunghi mesi di Resistenza all'occupazione tedesca e coloro che furono inghiottiti dalle operazioni militari sui vari fronti o nei campi di concentramento.
La città di Boves fu il teatro del primo atto di rappresaglia contro la popolazione civile inerme, noto come eccidio di Boves: il 19 settembre 1943, all'indomani dell'armistizio dell'8 settembre, la 1ª Divisione Panzer SS "Leibstandarte SS Adolf Hitler" colpì la città dalle colline circostanti, dando fuoco a oltre 350 abitazioni e lasciando sul terreno decine di vittime.

### Simboli
Lo stemma della Città è stato riconosciuto con decreto del Capo del governo del 21 agosto 1931, la sua blasonatura è la seguente:
Con regio decreto del 23 febbraio 1931 venne concesso il gonfalone, consistente in un drappo di azzurro.
Lo stemma effettivamente in uso differisce da quello riconosciuto in quanto il bue si presenta d'argento e sullo sfondo sono presenti le montagne del massiccio della Bisalta, anch'esse di colore argento.

### Onorificenze
La città di Boves è tra le istituzioni decorate al valor militare per la guerra di Liberazione insignita il 22 luglio 1963 della medaglia d'oro al valor militare e il 16 gennaio 1961 della medaglia d'oro al merito civile per la sua attività nella lotta partigiana durante la seconda guerra mondiale:

## Monumenti e luoghi d'interesse

### Architetture religiose
- Chiesa parrocchiale di San Bartolomeo Apostolo
- Chiesa di Santa Chiara
- Chiesa di Santa Croce
- Santuario di Sant'Antonio delle Vigne
- Santuario Regina Pacis di Fontanelle
- Santuario della Mellana
- Santuario Della Madonna dei Boschi
- Cappella di San Francesco
- Chiesa Parrocchiale di San Grato Vescovo, Rivoira
- La chiesa di Sant'Antonio abate

### Musei
- Museo della castagna
- Museo del fungo e di Scienze naturali

### Piazze
- Piazza Italia
- Piazza dell'Olmo
- Piazza Garibaldi
- Piazza Caduti
- Piazza Borelli
- Piazza Mottini

### Archeologia industriale
- Fornace Giordano

### Aree naturali

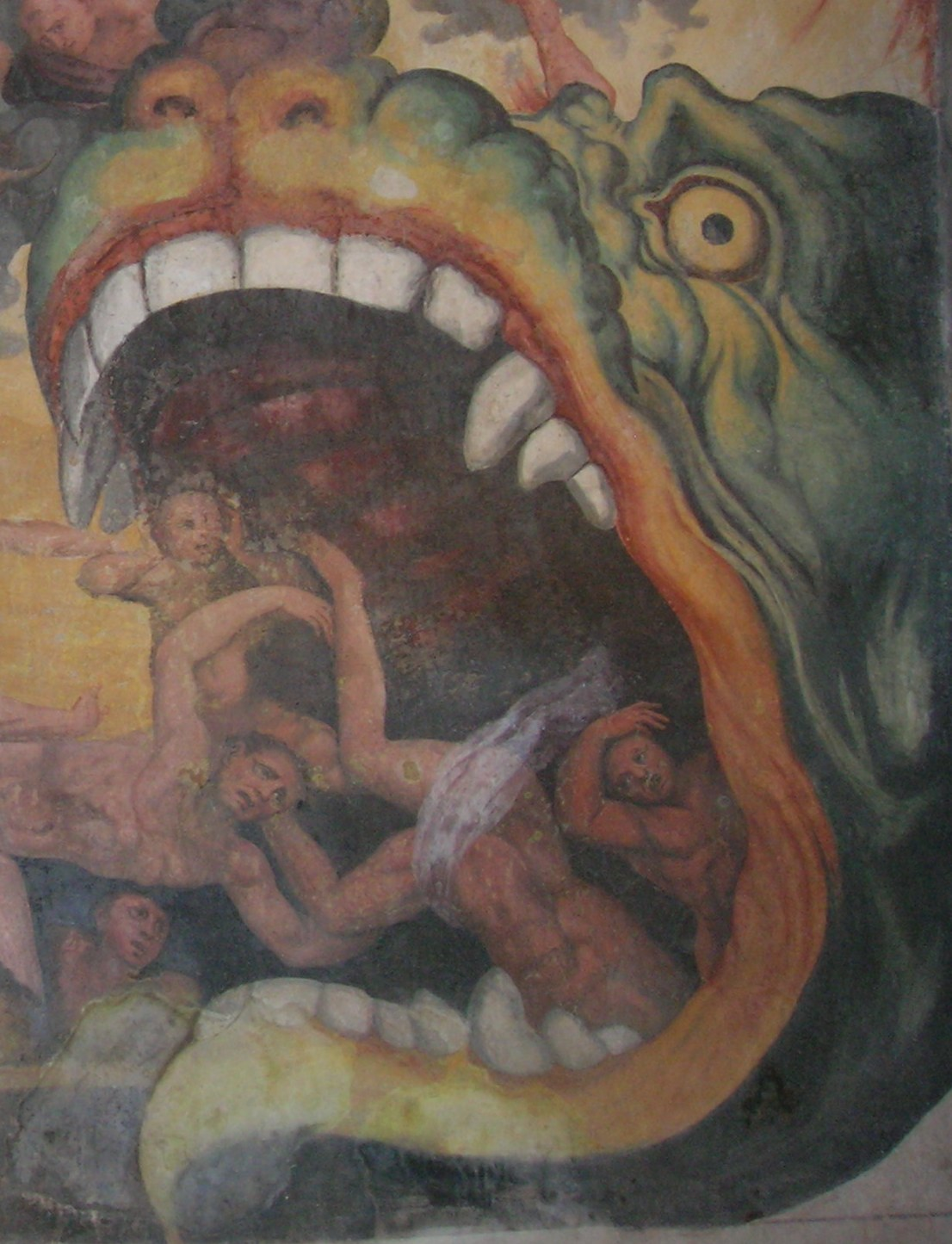
Il leviatano, particolare dell'affresco del Giudizio Universale dipinto da Giacomo Rossignolo (1524-1604), nel Santuario della Madonna dei Boschi.

- Cima di Francia

## Società

### Evoluzione demografica
Abitanti censiti

### Etnie e minoranze straniere
Secondo i dati Istat al 31 dicembre 2017, i cittadini stranieri residenti a Boves sono 604, così suddivisi per nazionalità, elencando per le presenze più significative:
1. Romania, 169
2. Albania, 119
3. Marocco, 57
4. Macedonia del Nord, 39
5. Costa d'Avorio, 35
6. India, 24
7. Francia, 22

## Economia

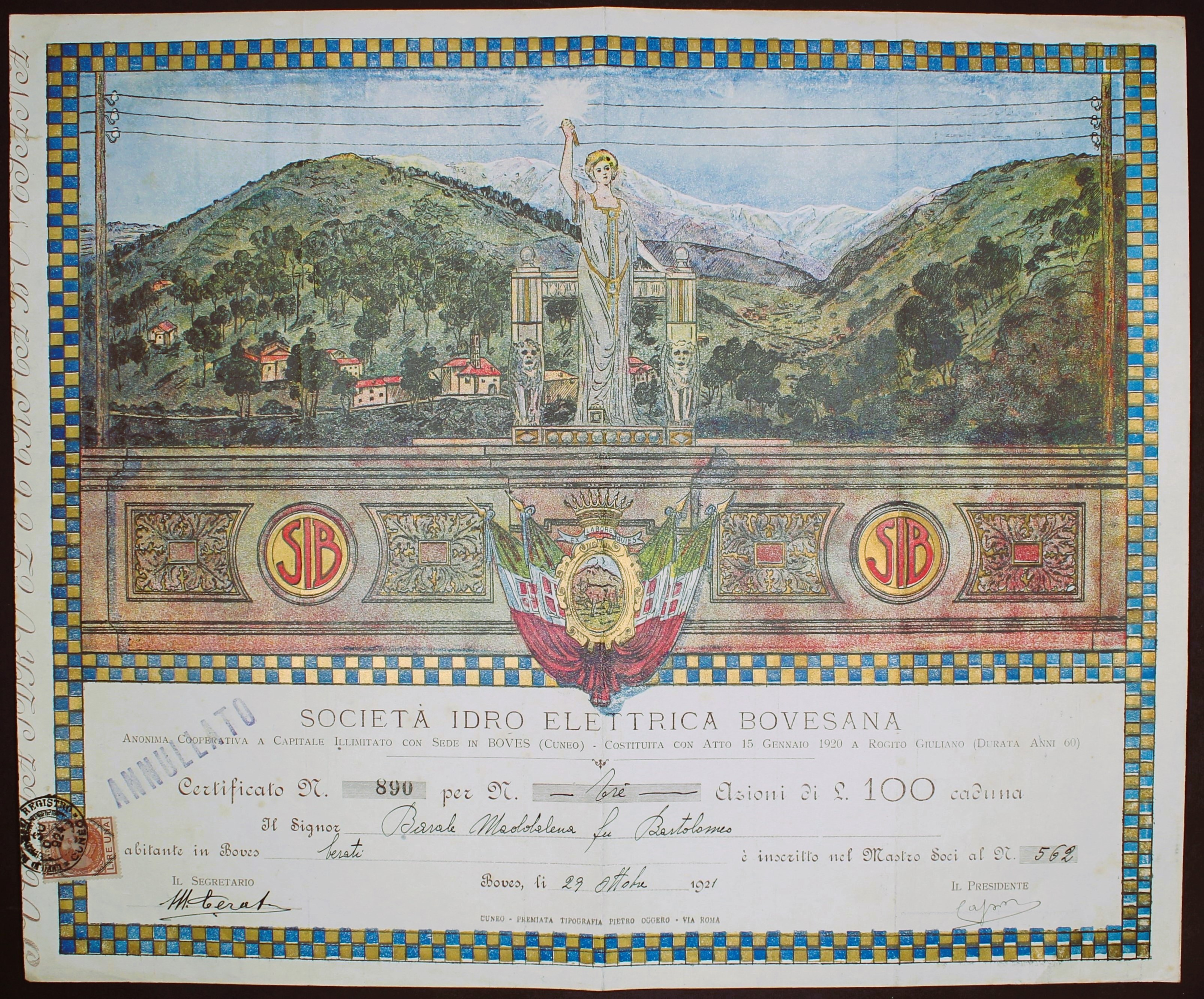
Azione della Società Idro Elettrica Bovesana dal 29 ottobre 1921.

A Boves è molto presente la coltivazione dei fagioli, tanto che ogni anno si celebra la Festa del Fagiolo in cui vengono presentate nuove ricette a base di legumi.
La presenza di cave di argilla di ottima qualità fece nascere negli anni 80 dell'Ottocento una fabbrica di laterizi, la Fornace Giordano dotata di forni Hoffmann che continuò la produzione fino al 1936.

## Geografia antropica

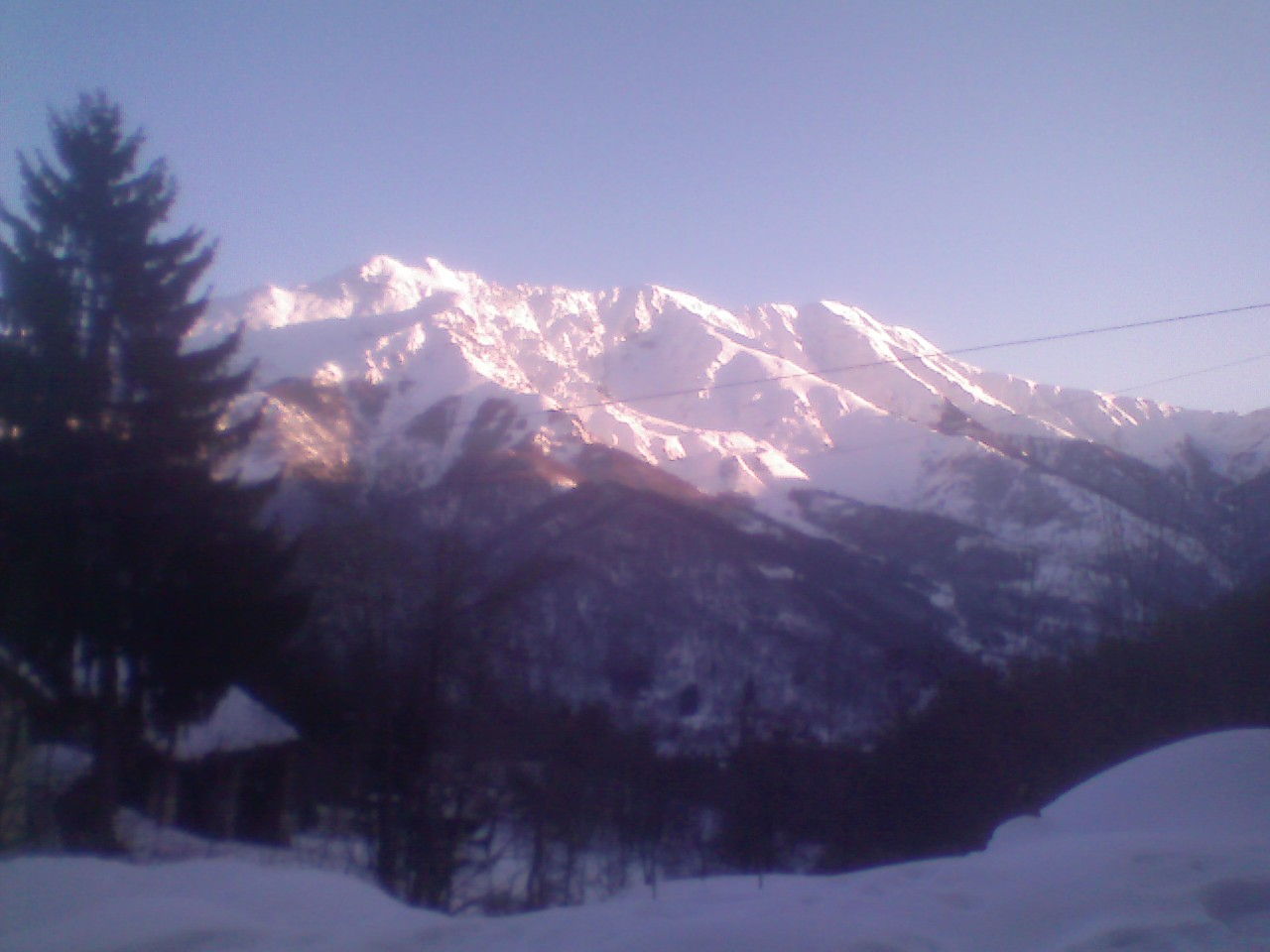
La Bisalta vista dalla frazione di Rosbella durante l'inverno

All'interno del territorio di Boves vi sono 10 frazioni: Rosbella, San Giacomo, Mellana, Sant'Anna, San Mauro, Fontanelle, Castellar, Cerati, Rivoira e Madonna dei Boschi.

## Infrastrutture e trasporti
Dal 1887 al 1960 Boves era servita dalla ferrovia Cuneo-Boves-Borgo San Dalmazzo, che fino al 1937 costituiva l'originario tracciato della linea Cuneo-Ventimiglia, sul quale erano presenti la stazione di Boves e una fermata a servizio della frazione Fontanelle. Dopo la chiusura dell'impianto, la sede è stata riutilizzata quale sede della strada "Bovesana".
Dal 1903 al 1935 fu inoltre operativa anche la linea tramviaria Boves-Cuneo, gestita dalla Compagnia Generale dei Tramways Piemontesi. L'edificio della stazione tramviaria è ancora esistente all'inizio del viale alberato di via Cuneo.

## Canzoni popolari
Tra le canzoni popolari tipiche della città, va ricordata Nate 'd Beuves ("Noialtri di Boves") scritta in piemontese e spesso indicata come "inno" della città.

Nate 'd Beuves
Bovesan-a con tuit ij sò pi bon

a l'han coragi, ferëssa e energìa

tùit ansem a son re dij bontempon.
(rit.)
Nate 'd Boves pura rassa

për le feste soma semper stàit ij prim

an alegrìa gnun ch'an passa

për travaj i soma pròpe darè a gnun

l'han brusanla, l'han ruinane

ma a fa nient i l'oma già riconstruì

e minca tan is baronoma

e i cantoma la canson ëd nòst pais.
S'i voroma peuj vardè la stòria

son quatr vòte che Beuves l'han brusà

sensa 'd blaga ma pur a l'è na glòria

e minca na vira pì bel a l'è dventà.
(rit.)»

## Amministrazione
| Periodo        | Periodo        | Primo cittadino              | Partito                        | Carica  | Note   |
| -------------- | -------------- | ---------------------------- | ------------------------------ | ------- | ------ |
| 14 giugno 1999 | 14 giugno 2004 | Riccardo Domenico Pellegrino | Centro-sinistra                | Sindaco | [ 12 ] |
| 14 giugno 2004 | 8 giugno 2009  | Riccardo Domenico Pellegrino | Centro-sinistra                | Sindaco | [ 12 ] |
| 8 giugno 2009  | 27 maggio 2014 | Mario Giuliano               | lista civica                   | Sindaco | [ 12 ] |
| 27 maggio 2014 | 9 giugno 2024  | Maurizio Paoletti            | Fratelli d'Italia              | Sindaco | [ 12 ] |
| 9 giugno 2024  | in carica      | Matteo Sebastiano Ravera     | lista civica Insieme per Boves | Sindaco | [ 12 ] |

### Gemellaggi
- Castello di Godego
- Mauguio
- Schondorf am Ammersee, Germania